# ラウル (ロレーヌ公)

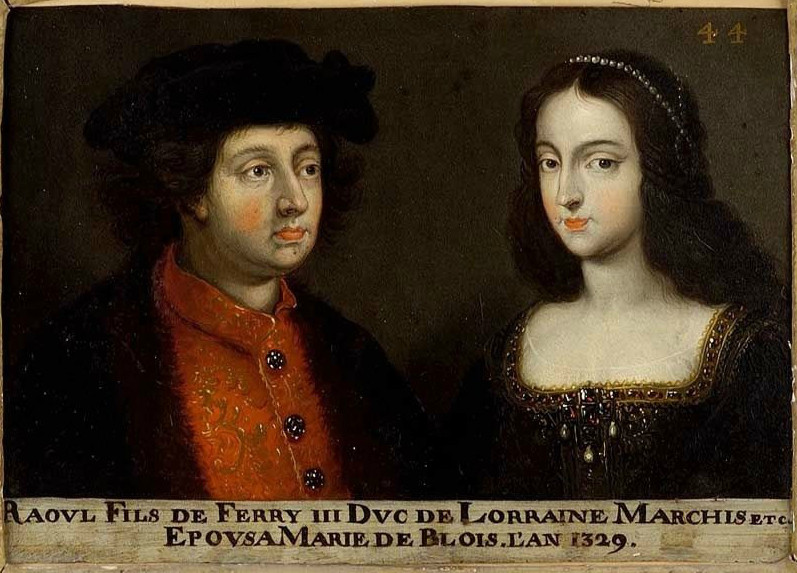
ラウルと妃マリー・ド・シャティヨン（17世紀画）

ラウル・ド・ロレーヌ（Raoul de Lorraine, 1320年 - 1346年8月26日）は、ロレーヌ公（在位：1328年 - 1346年）。ロレーヌ公フェリー4世とエリーザベト・フォン・エスターライヒの息子。

## 生涯
父フェリー4世が亡くなったとき、ラウルはまだ9歳であった。父の生前に作成された遺言により、母エリーザベトが13341年まで公領の摂政の地位を保証された。
1337年、バル伯アンリ4世は上級領主としてラウルに敬意を払うことを拒否していた。ラウルはバル伯の領地であるポンタ＝ムッソンの周囲を荒らし、その報復としてアンリ4世は公領の西部を荒廃させた。これに対し、ラウルはバロワを攻撃した。最終的にフランス王フィリップ6世の介入により戦争は終結した。
ラウルの二度目の結婚により、フランス王国との関係が強化された。ラウルはトゥルネーの包囲を解除し、イングランド王エドワード3世と対峙するフランス王を支援するために軍隊を派遣した。
フランスとイングランドの休戦を利用して、ラウルはカスティーリャ王アルフォンソ11世とともにグラナダ王国と戦った。1340年11月3日、ラウルはジブラルタルの戦いで目覚ましい働きをした。
フランスに戻ったラウルは、ブルターニュ継承戦争において義兄シャルル・ド・ブロワを支援した。その後、1342年にラウルとメス司教アデマール・ド・モンテイユとの間で領土争いが勃発した。この争いは、ボヘミア王ヨハン・フォン・ルクセンブルクの仲介により、2段階で解決された。1343年2月1日にバル伯とロレーヌ公との間で、1344年4月12日にロレーヌ公とメス司教の間でそれぞれ合意がなされた。
その後、ラウルはフランス王の側に戻り、1346年8月26日のクレシーの戦いで戦死した。オーギュスタン・カルメによると、ラウルの死によりロレーヌは「当時最も勇敢で賢明な君主の一人」を失ったという。
ラウルの治世下の1339年にサン＝ジョルジュ・ド・ナンシー聖堂参事会教会が建設され、遊園地が1340年（または1341年）につくられた。

## 結婚と子女
ラウルは1329年にポンタ＝ムッソンにおいて、バル伯エドゥアール1世とマリー・ド・ブルゴーニュの娘エレオノール・ド・バル（1332年没）と最初に結婚した。
エレオノールの死後、1334年にブロワ伯ギー1世・ド・シャティヨンとフィリップ6世の妹マルグリット・ド・ヴァロワの娘マリー・ド・シャティヨン（1323年 - 1380年）と再婚した。この結婚で以下の子女が生まれた。
- 双子の娘（1343年） - 早世
- ジャン1世（1346年 - 1390年） - ロレーヌ公

マリー・ド・シャティヨンは持参金としてピカルディのボーヴとギーズをもたらし、それ以来ギーズ伯領はロレーヌと再統合された。